# Playa Novillero
Playa Novillero, situada en el municipio de Tecuala, Nayarit, México, ganadora del récord Guinness por sus 82 km de extensión y 50 metros de ancho.

## Geografía
Novillero se caracteriza por sus arenas doradas y un oleaje tranquilo en el que incluso se puede caminar hasta 100 metros mar adentro ya que no tiene desniveles y su profundidad es de metro y medio. 
La playa Novillero se encuentra en una isla a la cual se puede acceder por un puente de casi 100 metros que cruza el canal de La Barra para llegar al ejido de El Novillero perteneciente al municipio de Tecuala, Nayarit.
La flora predominante son los cocoteros y manglares. Tiene algunas zonas de vegetación exuberante y virgen donde abundan jabalíes, gavilanes, jaibas, mapaches, tlacuaches, chacuacos y una gran variedad de aves y reptiles.

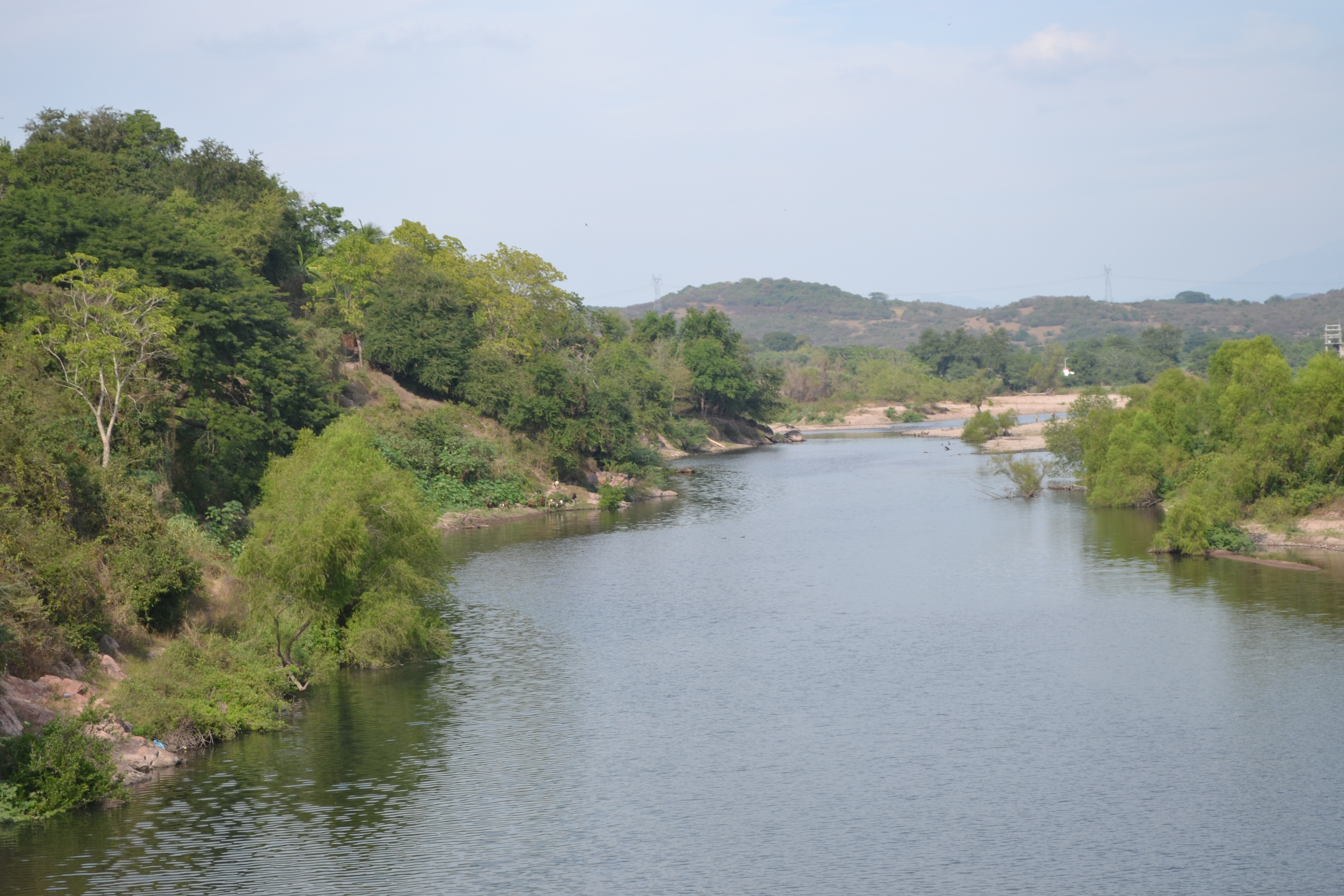
Río Acaponeta

El río Acaponeta desemboca en este punto y cerca se encuentra la laguna de Agua Brava, zona de gran producción pesquera y camaronera.

## Turismo
Es ideal para visitar en familia. Además, tienes la opción de realizar distintas actividades en la arena como fútbol y voleibol playero, así como caminar por toda la orilla y disfrutar de los bellos atardeceres que regala el Pacífico mexicano.

## Clima
La zona del municipio presenta régimen de lluvias de julio a septiembre, meses calurosos de junio a agosto, con vientos de norte a sur. La precipitación pluvial media anual es de 1,200 milímetros y la temperatura es de 22 °C, variando entre los 26 °C y 18 °C.